# Angelica wheeleri
Angelica wheeleri är en flockblommig växtart som beskrevs av Sereno Watson. Angelica wheeleri ingår i släktet kvannar, och familjen flockblommiga växter. Inga underarter finns listade i Catalogue of Life.